# Операция «Танненбаум»
Операция «Танненбаум» (нем. Unternehmen Tannenbaum, буквально операция «Ель») — планировавшееся вторжение нацистской Германии в Швейцарию и её захват в ходе Второй мировой войны.
Немецким командованием в ходе Второй мировой войны было разработано несколько планов по вторжению и захвату Швейцарии, известных под общим названием «Операция Танненбаум», хотя фактически так назвалась четвёртая версия плана, созданная в октябре 1940 года.

## Операция
Под названием «операция Танненбаум» подразумевается ряд планов по захвату Швейцарии войсками Германии, которые после Компьенского перемирия 24 июня 1940 разработал германский генеральный штаб. Предусматривалось, что при вводе германских войск в Швейцарию, на юге её одновременно атакуют итальянские войска. 31 июля 1940 была определена примерная линия раздела страны между Германией и Италией, которая проходила от Сен-Мориса по водоразделу Аре — Рона до горного массива Ретикон и горы Тёди и заканчивалась у горы Муттлер в Центральных восточных Альпах.
К 12 августа оперативный отдел генерального штаба сухопутных войск вермахта разработал более подробную докладную записку. В основе её лежал принцип внезапных концентрических ударов с севера, северо-запада и запада. Основная задача возглалась на войска, которые должны были наступать со стороны Франции. Здесь, по расчётам немцев, были слабейшие пограничные укрепления, обороняющиеся имели наихудшие позиции для контрудара и отсюда можно было быстрее достичь крупных городов и индустриальных центров Швейцарии. Наступление же с севера планировалось отвлекающим, силами одной дивизии. В данном плане давались указания о взаимодействии с итальянскими войсками, которые должны были наступать через кантоны Вале, Тичино и Граубюнден. Операцию должна была осуществить 12-я армия в составе трёх корпусов (12, 15, 18-й) общим количеством 10 дивизий (пять пехотных, одна горно-егерская, три моторизованных и одна танковая). Предполагалось использовать воздушный десант для предотвращения отхода вражеских сил в Гларнские Альпы. Задача авиации сводилась к подавлению швейцарских, которые насчитывали 70 истребителей немецкого производства (ME-109). Разрушение инфраструктуры не планировалось: она была нужна для связи с Италией и Южной Францией. Пока танковые и моторизованные части должны были осуществить захват крупных городов, горно-егерская дивизия должна была прокладывать путь пехотным через Юрские горы. На всю операцию отводилось шесть дней, захват Берна, Люцерна и Цюриха планировался за два дня. Оперативный отдел предлагал начать наступление в сентябре, так как с октября по март снегопады в горах затрудняли бы продвижение и тем самым могли бы снизить эффект внезапности, а туман помешал бы использованию авиации.
26 августа 1940 года начальник генерального штаба, Франц Гальдер, направил секретную директиву командованию группы армий «Ц»: «представить в оперативное управление генерального штаба сухопутных войск проект операции против Швейцарии». «В день «Х», который будет установлен главным командованием сухопутных войск, 12-ая армия должна одновременно на широком фронте перейти швейцарскую границу и разгромить войска, оказывающие сопротивление вступлению немецких войск...». 4 октября штаб группы армий «Ц» представил оперативному отделу генштаба сухопутных войск. Основной удар планировалось нанести с запада - в районе между Женевским и Невшательским озёрами, с севера - в районе между Вальдсхутом и Баденским озером. И хотя кратчайший путь к крупным городам Швейцарии проходит через Юрские горы, указывалось в документе, «против переноса главного удара на этот участок фронта говорит наличие труднопроходимых гор Юра, которые могут оборонять слабые силы, и лежащих за ними сильных Аарских позиций...», а также «возможность лишь чисто фронтального оттеснения противника на юг, к горному хребту». Для  быстрого разгрома противника предлагалось использовать две армии. Одна из них должна была сосредоточиться в районе Безансона и предпринять наступление на западе, вторую армию планировалось расположить в районе Тутлингена, с тем чтобы в дальнейшем она вела действия на севере и востоке. Предусматривалось использование пяти танковых, пяти моторизованных, одиннадцати пехотных и горно-егерских дивизий. Авиация имела задачу подавить вражескую ударами по аэродромам в Берне, Люцерне, Туне, Интерлакене, разрушить крупные телеграфные узлы в Берне, Цюрихе, Золотурне. Также она должна была помешать уничтожению мостов и туннелей. Расчёт времени на проведение операции не устанавливали, так как он зависел от эффекта внезапности и от хода боёв в горной местности.
Гитлер так и не дал разрешения на осуществление этой операции. Причины этого остаются неясными до сих пор. Хотя вооружённые силы Германии симулировали выдвижение в направлении Швейцарии, попыток самого вторжения предпринято не было. После высадки англо-американских войск в Нормандии 6 июня 1944 года, операция была окончательно заморожена и Швейцария сохраняла нейтралитет до конца войны.

## Возможные причины бездействия
Существует несколько объяснений, почему операция так и не была осуществлена:
- В 1940 году Швейцария была полностью окружена территориями, подконтрольными Германии и Италии, и поэтому фактически контролировалась, поскольку вся торговля велась только с Германией и оккупированными странами.
- Самой крупной этнической группой Швейцарии были немцы, и Гитлер учитывал этот факт. Теоретически впоследствии могли бы вестись переговоры о мирном вхождении Швейцарии в состав Германии, как это делалось в Австрии, но только на завершающих этапах войны.
- Швейцария совершенно не рассматривалась как противник Германии. Гитлер был серьёзно занят сначала битвой за Британию (операция «Морской лев», в которой участвовали немногочисленные горные дивизии Германии), а впоследствии вторжением в СССР (уже в августе — сентябре 1940 года большие группировки войск были переброшены в Бессарабию для противостояния советским войскам как потенциальному противнику). При этом на 4 октября 1940 года, по мнению Вильгельма Риттера, для операции требовалось от 18 до 21 дивизий.
- Некоторые швейцарские предприниматели имели экономические взаимоотношения с нацистской Германией и осуществляли различные поставки военных товаров, таких как шарикоподшипники, детали систем наведения торпед, и другое. Предприятия на которых они производились, были в безопасности от бомбардировок[1] союзников в силу нейтралитета государства, что имело свой существенный плюс в условиях мировой войны.